# Vigilius Kranicher

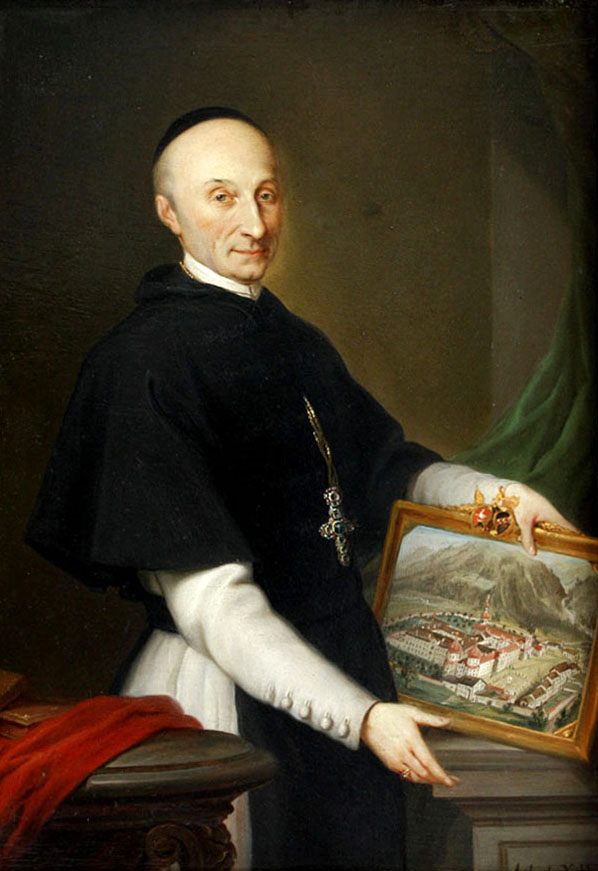
Abt Vigilius Kranicher, Porträt von Joseph Schöpf

Vigilius Kranicher von Kranichsfeld, Taufname Johann Baptist, (* 7. Februar 1722 in Innsbruck; † 7. Mai 1786 ebenda) war Abt des Stiftes Stams.

## Leben
Vigilius Kranicher von Kranichsfeld aus Innsbruck legte 1741 die Ordensgelübde ab und wurde 1746 in Brixen zum Priester geweiht. Im Stift war er Abtsekretär, Theologieprofessor und zehn Jahre lang Prior, bis er am 26. Mai 1766 zum Abt gewählt wurde. 
Die Amtszeit des gelehrten und kunstsinnigen Abtes Kranicher war eine kulturelle Blütezeit des Klosters. Unter ihm erreichte das Kloster einen Personalhöchststand. Besonders das Musikleben erlebte einen großen Aufschwung. Er baute die Stiftsseelsorge aus, ließ den Krankentrakt (»Vigiliustrakt«) errichten und gründete 1778 ein Knabenseminar, um Sänger und Musiker für den Figuralchor in Stams selbst ausbilden zu können. Die Schüler wurden zusätzlich zu den Fächern der ersten drei Gymnasialklassen in Musik unterrichtet, unter anderem von Stefan Paluselli. In der Stiftsbasilika ließ Kranicher Umbauten vornehmen und neue Orgeln aufstellen.
Zu Kranichers Zeit musste das Stift die Pfarrei Seefeld übernehmen. In der zum Kloster gehörenden Pfarrei Wertach wurde in der Filiale Jungholz eine Lokalkaplanei eingerichtet. Kranichers bedeutendste Leistung war die Abwendung der schon unterschriebenen Klosteraufhebung unter Kaiser Joseph II. 1785.
Er starb am 7. Mai 1786 in Innsbruck.